# Championnats du monde de pelote basque 2018
Navigation
Mexico 2014 Biarritz 2022
Les championnats du monde de pelote basque 2018, 18e édition des championnats du monde de pelote basque, ont lieu du 14 au 20 octobre 2018 à Barcelone en Espagne. Organisés par la Fédération internationale de pelote basque et la Fédération espagnole de pelote, ils réunissent 14 nations qui se disputent 14 titres mondiaux.
C'est la première fois que la Catalogne organise ces championnats du monde. 
La France domine cette édition en réalisant la performance d'obtenir une médaille dans chacune des spécialités en jeu, ce qui n'avait jamais été réalisé par une équipe depuis les premiers championnats du monde en 1952.

## Organisation

### Nations participantes
Quatorze nations prennent part à ces 18e championnats du monde : 
| - Argentine (30) - Bolivie (8) - Brésil (1) - Chili (17) - Cuba (17) | - Espagne (49) - États-Unis (16) - France (46) - Guatemala (2) - Italie (2) | - Mexique (37) - Pérou (6) - Salvador (4) - Uruguay (17) |

### Déroulement des compétitions
- Le pelotari français Bixintxo Bilbao écopera d'une année de suspension pour avoir déployé un drapeau basque (orné du blason Zazpiak Bat) lors de la remise des médailles de la spécialité de main nue par équipe en trinquet; la fédération internationale de pelote considérant comme une «faute grave» le fait «d'exhiber un drapeau non autorisé en publique»[2].

## Palmarès
| Épreuves                       | Épreuves                       | Or                                                                                                | Argent                                                                                  | Bronze                                                                         |
| ------------------------------ | ------------------------------ | ------------------------------------------------------------------------------------------------- | --------------------------------------------------------------------------------------- | ------------------------------------------------------------------------------ |
| Trinquet                       |                                |                                                                                                   |                                                                                         |                                                                                |
| Pelote à main nue (individuel) | Pelote à main nue (individuel) | France- Baptiste Ducassou                                                                         | Espagne- Eneko Maiz - Oier Gurutzealde                                                  | Mexique- Mauricio López - Saúl Cabello                                         |
| Pelote à main nue (par équipe) | Pelote à main nue (par équipe) | France- Peio Larralde - Bixintxo Bilbao - Peio Guichandut                                         | Mexique- Orlando Díaz - Martín Cabello - Alejandro Martín López - Heriberto López       | Espagne- Javier Luquin - Luis Sánchez - Julen Loitegi - Mikel Iriarte          |
| Paleta, pelote de cuir         | Paleta, pelote de cuir         | Espagne- Iñigo Ansó - Miguel Fernández de Lascoiti - Julio Moral - Daniel Ramos                   | France- Denis Larretche - Valentin Cambos - Damien Lepphaille - Thibault Lecheren       | Uruguay- Andrés Pintos - Gastón Dufau - Santiago Viña                          |
| Paleta, pelote de gomme        | H                              | Argentine- Facundo Andreasen - Santiago Andreasen - Mario Basualdo - Emiliano Narbaits            | France- Stephane Suzanne - Patxi Guillenteguy - Denis Bidegain - Olivier Laberdesque    | Espagne- Aritz Larrarte - Sebastián Aristóbulo Martínez                        |
| Paleta, pelote de gomme        | F                              | France- Stéphanie Leiza - Maritxu Housset-Chapelet - Sylvie Halsouet                              | Argentine- Sabrina Andrade - María Lis García - Johana Zair                             | Mexique- Laura Selem Puentes - Dulce Miranda Figueroa                          |
| Fronton de 30 mètres           |                                |                                                                                                   |                                                                                         |                                                                                |
| Paleta, pelote de gomme        | H                              | Mexique- Arturo Rodríguez - Luis Ramón Molina                                                     | France- Kevin Pucheux - Theo Pucheux                                                    | Argentine- Javier Nicosia - Federico Isaia                                     |
| Paleta, pelote de gomme        | F                              | France- Maritxu Housset-Chapelet - Aizkoa Iturrino - Eneka Iturria - Amaia Etchelecu              | Espagne- Amaia Irazustabarrena - Maider Mendizabal                                      | Mexique- Melina Spahn - Sabrina Andrade - Paulina Castillo - Rosa María Flores |
| Frontenis, pelote de gomme     | H                              | Mexique- Arturo Rodríguez - Héctor Gastón Rodríguez - Carlos Alberto Torres - Josué Roberto López | Espagne- Pablo Peñate - Gustavo Vidal - Víctor Manuel Molina                            | France- Aritz Azpeitia - Théo Pucheux - Alexandre Jany - Kévin Pucheux         |
| Frontenis, pelote de gomme     | F                              | Mexique- Ariana Yolanda Cepeda - Guadalupe María Hernández - Paulina Castillo Rodriguez           | France- Claire Dutaret Bordagaray - Louise Coyos - Laëtitia Durcudoy                    | Cuba- Lisandra Lima - Yasmary Medina                                           |
| Fronton de 36 mètres           |                                |                                                                                                   |                                                                                         |                                                                                |
| Pelote à main nue (individuel) | Pelote à main nue (individuel) | Espagne- Javier Zabala - Alberto Ongay                                                            | Mexique- David Álvarez (“Stitch”) - Jorge Ignacio Hernández                             | France- Mathieu Ospital - Patxi Etchegaray                                     |
| Pelote à main nue (par équipe) | Pelote à main nue (par équipe) | Espagne- Xabier Sancho - Aitor Gorrotxategi - Mikel Beroiz - Eneko Yoldi                          | France- Yves Sallaberry - Xabi Mendy - Ion Iturbe - Peio Tellier                        | Mexique- Juan Medina - Rafael Morales - David Erik Rivas - José Alfredo Medina |
| Paleta, pelote de cuir         | Paleta, pelote de cuir         | Espagne- Erik Zubiri - Javier Labiano - Emiliano Skufca - Mikel Sanz                              | France- Pierre Adrien Casteran - Benoît Chatellier - Mickaël Mangaman - Justin Dardenne | Cuba- Armando Chappi - Frendy Fernández - Yoan Luis Torreblanca                |
| Grosse pala (Pala corta)       | Grosse pala (Pala corta)       | France- Dan Necol - Sylvain Brefel                                                                | Espagne- Emiliano Skufca - Esteban Gaubeka - Imanol Jesús Ibañez - Carlos Baeza         | Argentine- Pablo Fusto - Juan Firpo                                            |
| Fronton de 54 mètres           |                                |                                                                                                   |                                                                                         |                                                                                |
| Cesta punta                    | Cesta punta                    | Espagne B- Aritz Erkiaga - Jonatan Hernández (“El Duke”)                                          | France B- Jean Dominique Olharan - Nicolas Etcheto - David Minvielle                    | France A- Eric Irastorza - Patxi Tambourindeguy                                |

## Tableau des médailles
| Rang  | Nation    | Or | Argent | Bronze | Total |
| ----- | --------- | -- | ------ | ------ | ----- |
| 1     | France    | 5  | 7      | 3      | 15    |
| 2     | Espagne   | 5  | 4      | 2      | 11    |
| 3     | Mexique   | 3  | 2      | 4      | 9     |
| 4     | Argentine | 1  | 1      | 2      | 4     |
| 5     | Cuba      | 0  | 0      | 2      | 2     |
| 6     | Uruguay   | 0  | 0      | 1      | 1     |
| Total | Total     | 14 | 14     | 14     | 42    |